# Nissim de Camondo
Pour les articles homonymes, voir Camondo.
Pour les autres membres de la famille, voir Famille Camondo.
Nissim de Camondo, né le 23 août 1892 à Boulogne-sur-Seine (Seine) et Mort pour la France le 5 septembre 1917 à Leintrey (Meurthe-et-Moselle), est un banquier et aviateur français, qui périt au cours de la Première Guerre mondiale. Grâce à un legs de son père, un musée parisien consacré aux arts décoratifs porte son nom depuis 1936.

## Biographie

### Famille et éducation

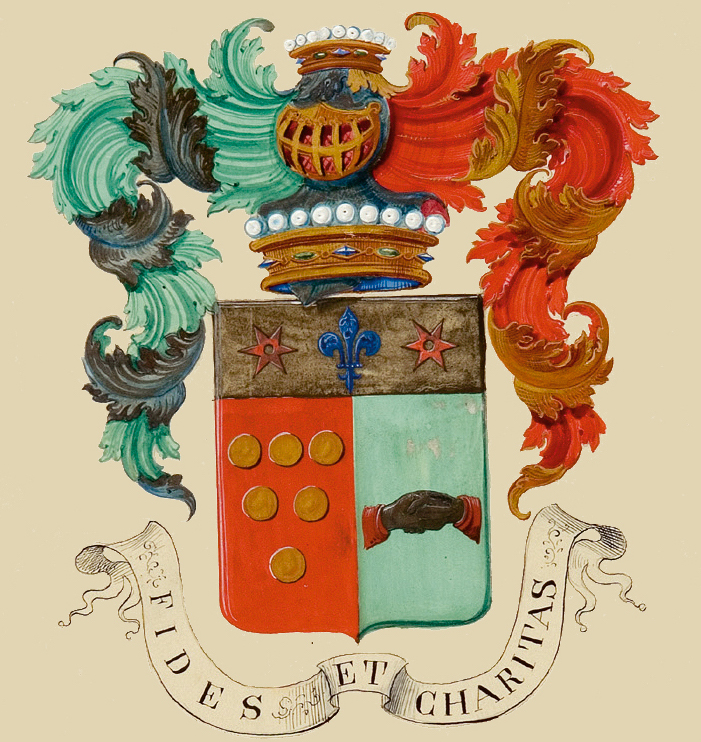
Blason de la famille de Camondo.

Né en 1892 à Boulogne-Billancourt, Nissim est le fils du banquier et collectionneur Moïse de Camondo, et de la comtesse Irène Cahen d'Anvers. Par son père, il descend d'une famille de banquiers juifs séfarades originaire de l'empire ottoman, anoblie en 1867 par le roi d'Italie, et établie en France en 1869. Il reçoit le prénom que porte également son grand-père paternel. Il est le frère de Béatrice de Camondo. 

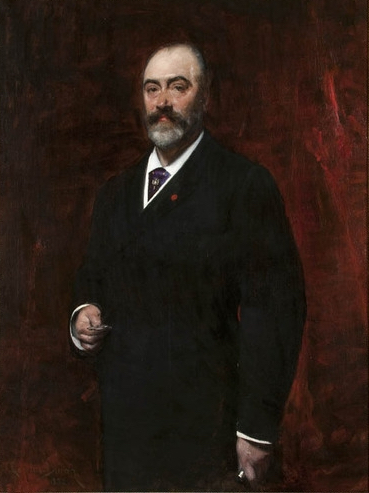
Comte Nissim de Camondo, son grand-père,
par Carolus-Duran, 1882,
Musée Nissim de Camondo, Paris.

Ses parents, mariés en 1891 se séparent dès 1896, puis divorcent en 1902. Nissim de Camondo reçoit une éducation stricte et patriotique, notamment au lycée parisien Janson-de-Sailly et passe ensuite une licence en droit. 
En 1911, Nissim de Camondo devance l’appel au service militaire et s’engage dans l’armée. Bon cavalier, il est affecté dans un régiment de hussards à Senlis (3ème régiment de hussards), jusqu'au 4 novembre 1913, où il est placé dans la réserve avec le grade de maréchal des logis. Il commence une carrière de banquier au service des titres de la Banque de Paris et des Pays-Bas.

### Première Guerre mondiale
Juste avant la mobilisation générale, il est rappelé en activité et rejoint son régiment de hussards à Senlis (3ème régiment de hussards) le 3 août 1914 avec le grade de sous-lieutenant. Il commence à combattre le 21 août 1914, puis participe notamment à la bataille de la Marne. Son courage lui vaut ses citations dès cette époque. 
Intéressé par les nouvelles unités de l’Armée de l’air, alors en pleine création, il est affecté au 21e régiment de dragons à pied fin 1915. Évacué à la suite d'une crise d'appendicite en novembre 1915, il est opéré puis envoyé en convalescence à Deauville. 
En janvier 1916, il se réengage dans l'aviation française comme volontaire pour la durée des hostilités, et devient observateur, photographe et pilote auprès de l'escadrille MF 33. Il participe à la bataille de Verdun puis à celle de la Somme. Promu lieutenant en juillet 1916, il est breveté pilote en novembre suivant. Il obtient le brevet de pilote militaire no 5300 en novembre 1916 sur un Farman F 40.
Le 5 novembre 1916, son habileté et son sang-froid lui valent d'être cité à l’ordre de la 6e armée : « Observateur photographe en avion de très haute valeur, tant par son audace et son sang-froid que son habileté professionnelle. Pendant les batailles de Verdun et de la Somme où le Corps d’armée a été engagé, grâce à son courage, il a réussi plusieurs missions photographiques rendues  périlleuses par les attaques des avions de chasse ennemis, en particulier dans la journée du 5 novembre 1916, où son avion a été fortement atteint ».
Nissim de Camondo est abattu en combat aérien le 5 septembre 1917 en Lorraine, en compagnie du sous-lieutenant Louis Lucien Roch Desessard. Ce jour-là, à bord d'un Dorand AR 1, ils sont pris en chasse au-dessus de Remoncourt. Desessard touche le réservoir de l'avion adverse qui prend feu. Leur avion, également touché, part en vrille. Nissim de Camondo tente d'atterrir, son avion s'écrase entre les villages d'Emberménil, de Vého et de Leintrey. Les deux français furent d'abord inhumés par les Allemands dans le cimetière de Parroy, avant que ses restes ne soient ramenés auprès des siens, par son père Moïse de Camondo, dans les années 1920.

## Distinctions
- Chevalier de la Légion d'honneur à titre posthume, le 31 mars 1920[2].
- Croix de guerre 1914-1918, avec deux palmes de bronze, deux étoiles de vermeil et une étoile de bronze.

## Hommages
Moïse de Camondo reçut une lettre de condoléances de la part de Marcel Proust. Cela est dû à l'amitié liant Nissim de Camondo à l'écrivain et diplomate Jacques Truelle dès octobre 1914. Ce dernier, pour qui Marcel Proust éprouvait une sincère affection, les avait présentés l'un à l'autre.  
Pour rendre hommage à son fils, Moïse de Camondo lègue ses collections et son hôtel particulier au no 63 de la rue de Monceau à Paris à l’Union centrale des arts décoratifs, à condition d'y établir le musée Nissim-de-Camondo et que les photos qui s'y trouvent ne soient pas déplacées,. Jusqu’à sa mort, en 1935, il continue d'acheter des œuvres d’art pour ce faire.

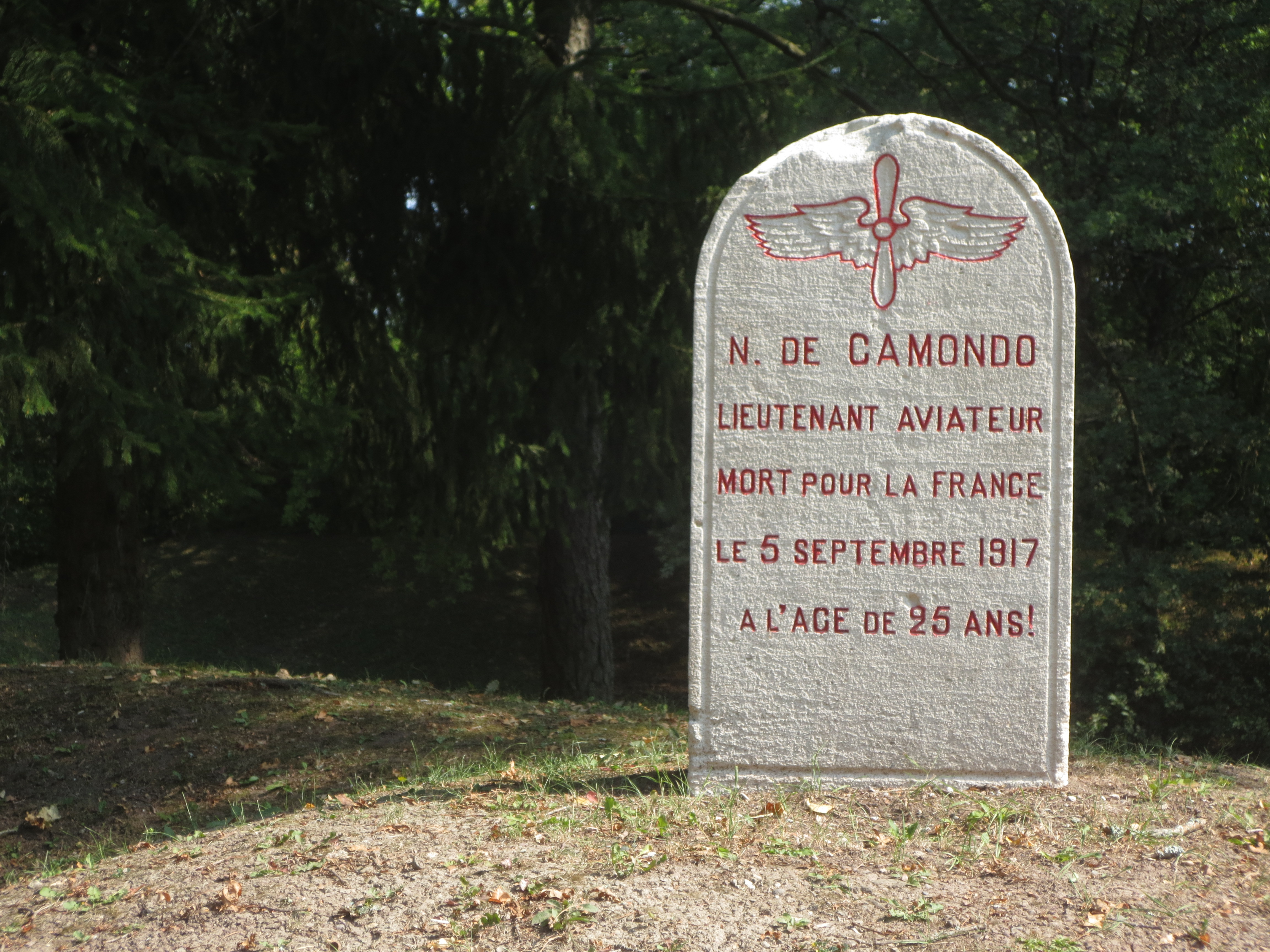
Site des entonnoirs de Leintrey - Stèle en mémoire de Nissim de Camondo, Mort pour la France.
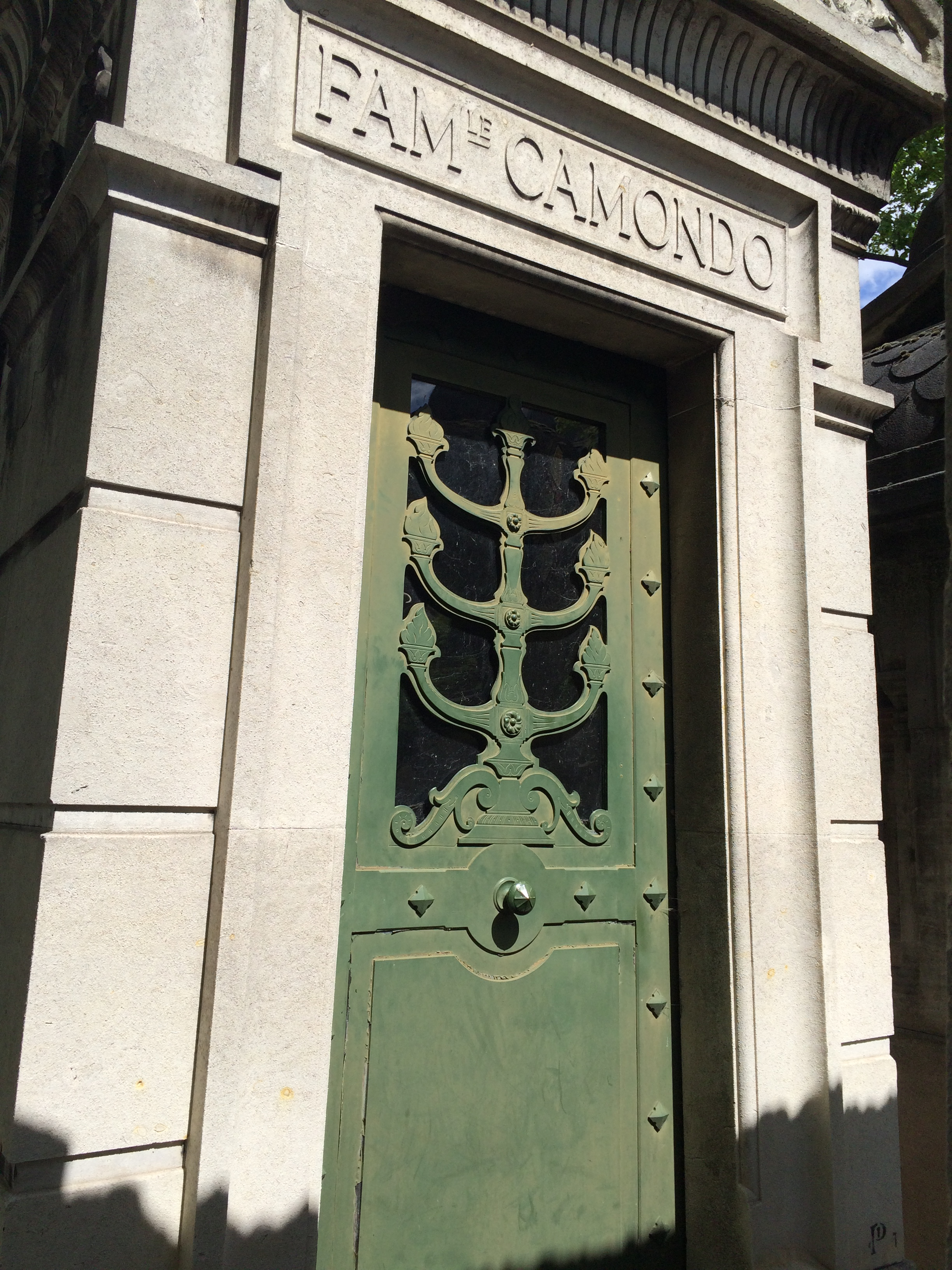
Chapelle des Camondo au cimetière de Montmartre (div. 3), à Paris.

## Vidéographie
- Frères d'armes - Nissim de Camondo, série Frères d'armes, film-portrait raconté par Doan Bui, co-réalisé par Pascal Blanchard et Rachid Bouchareb, 2016, 2 minutes. [voir en ligne]